# Jérôme Mombris
Jérôme Mombris Razanapiera (sinh ngày 27 tháng 11 năm 1987) là một cầu thủ bóng đá chuyên nghiệp hiện đang thi đấu ở vị trí hậu vệ cho câu lạc bộ Gazélec Ajaccio tại Championnat National 3 bảng D. Anh sinh ra tại Pháp nhưng từng đại diện cho Madagascar trên đấu trường quốc tế.

## Sự nghiệp thi đấu
Ngày 19 tháng 8 năm 2021, anh ký hợp đồng 2 năm với Guingamp. Anh tuyên bố giải nghệ vào ngày 3 tháng 1 năm 2022 vì "lý do cá nhân". Anh sau đó đã rút lại ý định đó và ký hợp đồng với câu lạc bộ JS Saint-Pierroise. Chỉ sau một thời gian ngắn, anh lại ký hợp đồng với Gazélec Ajaccio lần thứ hai.

## Sự nghiệp thi đấu quốc tế
Mombris sinh ra tại Pháp, có bố là người Réunion, và bên ngoại là người gốc Madagascar. Anh ra mắt quốc tế cho Madagascar trong trận hòa 1–1 trước Comoros vào ngày 11 tháng 11 năm 2017.
Anh thi đấu tại Cúp bóng đá châu Phi 2019, nơi Madagascar đã gây bất ngờ lớn khi lọt vào vòng tứ kết ngay lần đầu tham dự.

## Thống kê sự nghiệp

### Quốc tế
Tính đến 7 tháng 9 năm 2021
| Đội tuyển quốc gia | Năm       | Trận | Bàn thắng |
| ------------------ | --------- | ---- | --------- |
| Madagascar         | 2017      | 1    | 0         |
| Madagascar         | 2018      | 5    | 0         |
| Madagascar         | 2019      | 11   | 0         |
| Madagascar         | 2020      | 2    | 0         |
| Madagascar         | 2021      | 4    | 0         |
| Tổng cộng          | Tổng cộng | 23   | 0         |